# Осма прешевска бригада НОВЈ
Осма прешевска народноослободилачка бригада НОВЈ формирана је почетком августа 1944. године у селу Равном, на планини Рујану, од људства из прешевског краја.

## Борбени пут бригаде
Главни штаб НОВ и ПО за Македонију издао је 8. августа наредбу бригади да припреми напад на железничку станицу Букаревац (код Прешева), у склопу општег напада на бугарске гарнизоне на прузи Табановце - Врање. Бригада је 13. августа напала Букоревце, водила борбу против бугарске посаде, спалила железничку станицу и једну војну зграду и оштетила пругу на том месту. Бугарска војска је имала 1 рањеног и 1 несталог војника, а Прешевска бригада је имала 3 погинула борца.
Дана 23. августа Трећа македонска НОУ бригада и један батаљон 8. прешевске бригаде напали су бугарску посаду рудника код села Лојане близу Куманова, те уништили централу, магацин, друге рудничке зграде и 2 бункера, заробили 28 бугарских војника и запленили 60 пушака и 4 пушкомитраљеза. Бригада је имала 3 погинула и 6 рањених бораца.
Дана 24. августа бригада је напала бугарску посаду у монополу и на железничкој станици у Бујановцу, те после краће борбе запалила 8 вагона и 2 мање зграде, оштетила локомотиву, порушила пругу на 18 места и запленила доста материјала. Бригада се затим, кад је бугарској посади стигло појачање из Врања, повукла ка Ристовцу, где је дочекана јаком ватром, претрпела губитке од 2 мртва и 3 рањена борца.
Дана 24. септембра, после тродневних борби код Лојана, Ваксинца, Бреста и Глажње (код Куманова) 8. и 12. прешевска бригада и Скопски НОП одред, чистећи терен од балистичких снага, успели су да избију на гребен Скопске Црне горе и да балисте одбаце ка Бресту и Блацу, наневши им губитке од око 100 мртвих и рањених. Бригаде су имале 7 мртвих и око 50 рањених бораца. Идућег дана, по наређењу ГШ НОВ и ПО за Македонију, 8. прешевска се, заједно с 12. прешевском бригадом, пребацила из рејона Прешева и Бујановца на Скопску Црну гору ради дејстава у Качаничкој клисури. Већ 27. септембра, делови 8. бригаде су на прузи Скопље-Качаник срушили мост на реци Лепенцу. Због тога немачке јединице четири дана нису могле користити ову пругу за извлачење ка Косову пољу.
Дана 3. октобра на путу Скопље-Качаник делови бригаде сачекали у заседи немачку колону од 11 камиона и 3 камиона оштетили. Погинуло је 10 немачких војника а око 15 их је било рањено.
Дана 4. октобра у Синђелићу код Скопља бригада је после трочасовне борбе, разбила немачку посаду од око 70 војника. Бригада је имала 1 погинулог и 4 рањена борца, док је непријатељ имао 22 заробљена и 5 погинулих војника и 1 официра. Био је уништен 1 тенк, 4 камиона и 1 мотоцикл. Били су заплењени 1 минобацач, 2 митраљеза, 12 пушака, муниција и друга опрема.
Осма и Дванаеста прешевска бригада расформиране су 6. октобра 1944. године на Скопској Црној гори и од њховог људства формирана је 16. македонска бригада.